# Solängsskolan

Solängsskolan är en grundskola med förskoleklass samt årskurserna 1-6 i stadsdelen Villastaden i Gävle. 
Skolan uppfördes ursprungligen som folkskola i kvarteret Kärnan på den plats där Solängens handelsträdgård tidigare var belägen och invigdes den 4 maj 1956. Ritningarna var utförda av arkitekten Sture Frölén, medan stadsarkitekten Sven Wranér var rådgivare i fråga om textilier och inredning. Skolan, som inrymde även både bad och tandläkarmottagning, har utsmyckningar av Edvin Öhrström, medan väggmålningen i matsalen är utförd av Gösta Fougstedt. Den omgivande trädgården är ritad av trädgårdsarkitekten Walter Bauer.
Några av skolans mer kända elever är Regina Lund, Cat Stevens och Titti Schultz. 2017 flyttades Solängsskolans högstadium till Nynässkolan, detta gjorde att elevantalet minskade från över 800 till dagens 550. Det minskade elevantalet möjliggjorde den totalrenovering som skolan genomgick 2018-2020.